# Weißseespitze
De Weißseespitze (Italiaans: Cima del Lago Bianco) is een 3518 meter (volgens andere bronnen 3526 meter) hoge bergtop in de Weißkam van de Ötztaler Alpen op de grens tussen het Oostenrijkse Tirol en het Italiaanse Zuid-Tirol. De berg ligt aan het westelijke uiteinde van de Gepatschferner.
De top is via een makkelijke hooggebergtetocht over gletsjers te bereiken, zowel vanuit het Brandenburger Haus als vanuit de Weißkugelhütte. Naar het noorden toe kent de Weißseespitze een vijfhonderd meter hoog verval naar de Weißseeferner. De berg vormt het einde van het Kaunertal. Aan de zuidzijde liggen twee gletsjerresten, de Milanzer Ferner en de Falginferner. Sinds de bouw van de Kaunertaler Gletscherstraße voert de kortste route naar de top die vanaf het einde van deze straat over de Falginjoch en de westelijke kam naar de top.
De eigenaren van de Kaunertaler Gletscherbanen, die het gletsjerskigebied van het Kaunertal beheren, zijn van plan om liftinstallaties aan te brengen die voeren naar de top van de Weißseespitze. Op 12 mei 2004 heeft de Tiroler deelstaatregering een novelle van de Tiroler natuurbeschermingswet, die tot dan toe de bouw van nieuwe installaties verhinderde, aangenomen en groen licht gegeven voor uitbreiding van de liftinstallaties. De deelstaatregering gebruikte daarbij als argument dat natuurbescherming van ondergeschikt belang wordt wanneer afwijken van de natuurbeschermingswet ten goede zou kunnen komen aan de economische positie van regio's die een zwakke ontwikkeling of gevaar voor het wegtrekken van de bevolking kennen.
De Österreichischer Alpenverein bekritiseert de geplande uitbreiding en weerlegt het gebruikte argument van de deelstaatregering. In de ogen van de ÖAV is noch het Kaunertal, noch het Pitztal een economisch zwakke regio. De ÖAV is bovendien bang voor een sneeuwbaleffect, waardoor ook op andere plekken de uitbouw van liftinstallaties in het voorheen beschermde hooggebergte wordt toegestaan. Uit een in de regio gehouden enquête is gebleken dat bovendien een meerderheid van de lokale bevolking tegen uitbreiding van de liftinstallaties is.